# Maxime Cochard
Maxime Cochard, né le 18 juillet 1984 à Saint-Nazaire (Loire-Atlantique), est un homme politique, auteur et éditeur français. Membre du Parti communiste français (PCF) jusqu'en 2021, il est conseiller de Paris depuis 2020. Il est membre du comité de rédaction de la revue Commune, relancée en 2022.

## Biographie

### Situation personnelle
Après avoir passé son enfance à Paris, Maxime Cochard est diplômé de l’Institut d'études politiques de Bordeaux (2007).
Il est en couple avec le militant communiste Victor Laby.

### Parcours politique
Membre du Parti communiste français (PCF), Maxime Cochard travaille de 2008 à 2014 comme attaché parlementaire du groupe communiste à l’Assemblée nationale, puis devient l’un des collaborateurs de Ian Brossat, adjoint chargé du logement à la maire de Paris Anne Hidalgo,.
Lors des élections régionales de 2015 en Île-de-France, il se présente en position non-éligible sur la liste Front de gauche (PCF-Parti de gauche) conduite à Paris par Éric Coquerel.
Investi candidat par le PCF dans la dixième circonscription de Paris (13e et 14e arrondissements) au scrutin législatif de 2017, il arrive en septième position au premier tour, avec 2,38 % des suffrages exprimés.
À l'occasion des élections municipales de 2020 à Paris, il se présente dans le 14e arrondissement de Paris sur la liste d'union de la gauche conduite par la maire sortante, Carine Petit. Élu conseiller de Paris, il siège avec onze autres personnalités au sein du groupe communiste et citoyen, qui fait partie de la majorité d’Anne Hidalgo, puis chez les non-inscrits à partir de 2021. Au conseil d’arrondissement, il devient conseiller délégué « à l’égalité femmes-hommes et à la lutte contre les discriminations » ; en janvier 2021, la délégation lui est retirée en raison d'une accusation de viol (qui donnera lieu à une enquête, classée sans suite),.
Spécialiste des questions de logement, il intervient dans le débat public en faveur du renforcement de l'imposition des plus riches.
En juillet 2022, sa possible réintégration au sein du Parti communiste, dont il avait été suspendu en 2021, crée des « remous en interne » et déclenche des oppositions. La commission nationale de médiation et de règlement des conflits du PCF recommande la réintégration de Maxime Cochard et de son compagnon, en raison du verdict classant sans suite les accusations à leur encontre. Des élus au conseil de Paris et la fédération du PCF leur reprochent cependant leur attitude et le fait d'avoir qualifié les personnes les ayant mis à l'écart de "médiocres" et de "lâches".

### Activités culturelles
En parallèle de sa carrière politique, Maxime Cochard écrit et mène un travail d'éditeur.
En 2017, il publie son premier roman, titré Cette infortune. L'ouvrage est le récit de la vie d'un jeune provincial ambitieux, qui déménage à Paris, où il se prostitue auprès d'hommes d’âge mûr.

### Accusation de viol et classement sans suite
Le 21 janvier 2021, sur Twitter, un étudiant à l’université Paris-Nanterre, Guillaume T. T., accuse Maxime Cochard et son compagnon Victor Laby de l’avoir violé en octobre 2018, alors qu'il était âgé de 18 ans et qu’il se trouvait dans une « situation particulièrement vulnérable »,. À la presse, Guillaume T. T. décrit des rapports sexuels ne comportant « ni violences, ni menace, ni contrainte, mais de la surprise », le viol par surprise étant reconnu en France ; l’étudiant annonce alors qu'il envisage de porter plainte.
Maxime Cochard évoque de son côté une relation consentie et annonce une plainte en diffamation,. Alors que le PCF demande à son élu de se mettre temporairement en retrait et que la maire du 14e arrondissement lui retire sa délégation, l’affaire entraîne de nombreuses réactions : des conseillères de Paris, comme Danielle Simonnet et Raphaëlle Rémy-Leleu (à laquelle Guillaume s'était confié quelques jours avant sa dénonciation), apportent leur soutien à la victime présumée, tandis que le hashtag MeTooGay, sur le modèle du mouvement #MeToo, connaît un grand succès sur Twitter.
Le 9 février 2021, Guillaume T. T. se suicide par pendaison dans sa chambre universitaire de Nanterre. La famille de l’étudiant porte plainte contre X et s’exprime dans les termes suivants : « Les personnes mises en cause ont répliqué non pas par la voie judiciaire, comme elles l’ont prétendu, mais d’abord par la voie médiatique pour décrédibiliser, discréditer et dénigrer Guillaume,. » Une action judiciaire est en parallèle intentée par Maxime Cochard contre le groupe Paris Queer Antifa pour des affiches, collées à proximité de son domicile, les qualifiant lui et son conjoint de « violeurs » et « d'assassins ».
Le 27 mai 2022, l'enquête visant Maxime Cochard est classée sans suite, le parquet de Paris écartant sa responsabilité dans le suicide de Guillaume T. T.. L'enquête de police montre que Guillaume T. T. « n'a pas explicitement exprimé son refus » et a eu avec le couple « des rapports pleinement consentis » dans les mois qui ont suivi leur rencontre.
Guillaume T. T. faisait en outre l'objet d'une accusation d'agression sexuelle, ce qui lui a valu une demande de « mise en retrait » de la part du collectif Paris Queer Antifa. « Très affecté », il fait état quelques heures avant de mettre fin à ses jours de sa peur d'être considéré comme « un paria », d'être vu comme « l'arroseur arrosé ».

## Publications
- Cette infortune (roman), éditions Au Pont 9, 2017, 250 p. (ISBN 979-1096310050) – roman sur un jeune provincial ambitieux déménageant à Paris, où il loue son corps à des hommes d’âge mûr[1],[4],[25].
- Nous n'avons pas besoin des riches : bêtisier du macronisme (essai), éditions Arcane 17, coll. « écrits politiques », 2020, 153 p. (ISBN 978-2918721819) – critique de l’idée que les foyers aisés sont utiles à l’économie et seraient trop taxés en France[26],[27].
- Préface à Joris-Karl Huysmans, À vau-l’eau, Éditions des Lumières, 2024, 106 p.  (ISBN 2487102004).
- Préface à Raymond Radiguet, Le diable au corps et Le bal du comte d'Orgel, Éditions des Lumières, 2024, 332 p  (ISBN 2487102055).  (ISBN 2487102055).

## Résultats électoraux

### Élections législatives
| Année | Parti | Parti | Circonscription | 1er tour | 1er tour | 1er tour |
| Année | Parti | Parti | Circonscription | Voix     | %        | Rang     |
| ----- | ----- | ----- | --------------- | -------- | -------- | -------- |
| 2017  |       | PCF   | 10e de Paris    | 887      | 2,38     | 7e       |